# Ricochetschot

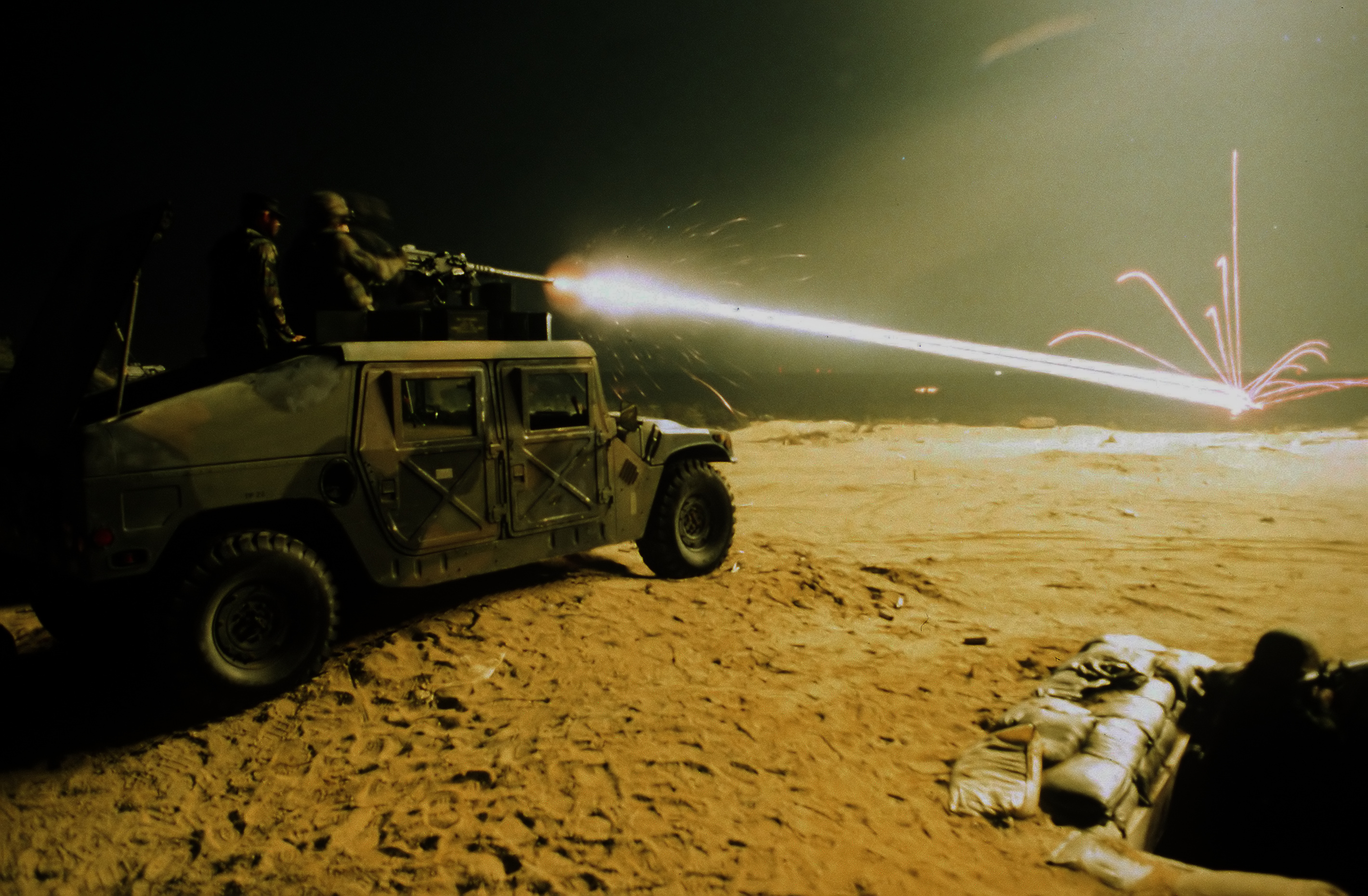
Kogels van een .50 kaliber machinegeweer met fosforpunt kaatsen af op een tank.

Een ricochetschot is een afketsende kogel die een ongecontroleerde richting aanneemt.
Volgens de richtlijnen voor schietbanen dienen alle aanschietbare punten op een schietbaan te zijn voorzien van ricochet-beschermende materialen. Dit kan zijn hout met een minimale dikte van 25 mm of rubbergranulaat tegels minimaal 20 mm dik.
Staal met een hardheid van minimaal 400 brinell mits haaks op de schietrichting aangebracht behoeft deze bescherming niet.